# Yūsui, Kagoshima
Yūsui (湧水町 Yūsui-chō) là thị trấn thuộc huyện Aira, tỉnh Kagoshima, Nhật Bản. Tính đến ngày 1 tháng 10 năm 2020, dân số ước tính thị trấn là 9.119 người và mật độ dân số là 63 người/km2. Tổng diện tích thị trấn là 144,33 km2.